# Банк АВБ
Банк АВБ (АО АВТОВАЗБАНК) — бывший российский универсальный банк со штаб-квартирой в Тольятти, основанный в 1988 году.
В 2015 году был передан на санацию Промсвязьбанку. Ликвидирован 7 марта 2019 года путём присоединения к банку «Траст».

## История
Создан по инициативе Волжского объединения по производству легковых автомобилей «АвтоВАЗ», владельцем которого являлось Министерство автомобильной промышленности СССР, зарегистрирован Госбанком СССР в ноябре 1988 года. Его учредителями выступили ПО «АвтоВАЗ», Внешэкономбанк, Сбербанк и Промстройбанк СССР. До 1991 года учредителями банка являлись только государственные учреждения (около 100 организаций и предприятий). Более 5 % уставного капитала владели: ПО «АвтоВАЗ», ПО «КАМАЗ», Промстройбанк, Внешэкономбанк, Госстрах СССР, Сбербанк России, Ингосстрах СССР, АО «Интер-Волга», Банк развития автомобильной промышленности «Автобанк» и Министерство финансов СССР. Первым президентом банка стал Пётр Нахманович.
После распада СССР государственные учреждения были приватизированы в акционерное общество, контроль над госактивами частично перешел к их преемникам.
В 1991 году по инициативе банка создано учебно-образовательное учреждение Тольяттинская академия управления.
В августе 1994 года создана дочерняя компания ЗАО «Национальные кредитные карточки» (платежная система NCC (National Credit Cards)).
В 1995 году в условиях кризиса на рынке межбанковских кредитов в банке было введено внешнее управление. В 1998 году к процессу санации подключилось Агентство по реструктуризации кредитных организаций (АРКО), ставшее основным акционером банка. В мае 2001 года пакет АРКО выкупил московский банк «Глобэкс», но в 2005 году 93,42 % акций, принадлежащих Глобэксу, перешли под контроль пяти компаний, принадлежавших топ-менеджерам АвтоВАЗбанка.
В октябре 2000 году учреждена дочерняя лизинговая компания «Версус».
В июле 2017 года был передан на санацию Промсвязьбанку, в котором в декабре 2017 года также была введена временная администрация. Позже оказался под управлением ООО «УК Фонда консолидации банковского сектора». Тогда же было объявлено о планах по передаче его «плохих активов» в банк плохих долгов, создаваемый на базе «Траста».
7 марта 2019 года окончательно поглощён банком «Траст».

## Собственники и руководство
После приватизации у банка было более 18 тысяч акционеров.
В 2007 году председателем наблюдательного совета банка являлся бывший вице-президент ОАО АвтоВАЗ, один из акционеров ЗАО АКБ «Земский банк» Владимир Кучай, после его место до 2015 года занимал представитель сторонней группы акционеров Николай Таран.
До августа 2015 года ключевыми бенефициарами выступали топ-менеджеры кредитной организации Елена Казымова, Николай Таран и Вера Прокопенко, которым напрямую и через четыре общества с ограниченной ответственностью — «ПромТехСтейт», «Июль», «Авераж» и «РТК» — принадлежало по 31 % акций. Также ими были приобретены и в разное время принадлежали предприятие кабельно-проводниковой продукции и медной катанки ОАО «Росскат», бывший рязанский банк ООО РИКБ «Ринвестбанк» и строительная управляющая самарская компания ЗАО УК «Эл-Траст». В совет директоров входил Игорь Богданов — президент Тольяттинской академии управления. До мая 2011 года в совет директоров банка также входил двоюродный брат на тот момент премьер-министра РФ — Игорь Путин.
В 2015 году в ходе санации банк перешёл под контроль Промсвязьбанка, получившего в собственность 97,3 % акций. Доля в 1,8 % принадлежала ОАО «АК „Транснефть“», контролируемому Росимуществом. Впоследствии доля Промсвязьбанка в капитале была доведена до 100 %.
С мая 2018 года Банк России стал владельцем 100 % акций АвтоВАЗбанка. Отделения и филиалы банка отошли «Промсвязьбанку».

## Судебный иск
В 2006 году Банк АВБ стал инвестировать в строительство жилого комплекса «Город Мира» в Самаре. В 2009 году банк подал иск на застройщика в арбитражный суд о невозврате кредитного долга в размере 710 миллионов рублей. В ходе многочисленных и долгих разбирательств в феврале 2012 года было подписано мировое соглашение.
В 2018 году в результате кредитных обязательств банку перешла кондитерская фабрика «Красная Заря» в городе Иваново. Новое московское руководство банка не захотело осуществить финансовое оздоровление и восстановление её производственной деятельности, имущество фабрики продали.